# Municipio de Kaw (Misuri)
El municipio de Kaw (en inglés: Kaw Township) es un municipio ubicado en el condado de Jackson en el estado estadounidense de Misuri. En el año 2010 tenía una población de 170129 habitantes y una densidad poblacional de 1.164,27 personas por km².

## Geografía
El municipio de Kaw se encuentra ubicado en las coordenadas 38°55′12″N 94°35′10″O / 38.92000, -94.58611. Según la Oficina del Censo de los Estados Unidos, el municipio tiene una superficie total de 146.12 km², de la cual 144.77 km² corresponden a tierra firme y (0.93%) 1.35 km² es agua.

## Demografía
Según el censo de 2010, había 170129 personas residiendo en el municipio de Kaw. La densidad de población era de 1.164,27 hab./km². De los 170129 habitantes, el municipio de Kaw estaba compuesto por el 54.1% blancos, el 33.83% eran afroamericanos, el 0.54% eran amerindios, el 2.72% eran asiáticos, el 0.09% eran isleños del Pacífico, el 5.69% eran de otras razas y el 3.04% pertenecían a dos o más razas. Del total de la población el 11.76% eran hispanos o latinos de cualquier raza.